# 임화수
임화수(林和秀, 1919년 1월 10일 ~ 1961년 12월 21일)는 대한민국의 영화 제작자로 정치 깡패이다. 본명은 권중각(權重珏)이다. 이승만 정권에서 정치 깡패로 악명을 날렸다. 영화 제작에 관여하였으며, '연예계의 황제'라는 별칭이 있었다.

## 생애
이승만 정권의 비호 아래 온갖 악행을 저질렀고 연예인들을 선거 및 정치적인 행사에 동원시키며 연예인을 정권과 여당인 자유당을 선전하고 표심을 얻는 도구로 사용하였다. 자유당 정권 말기에 이승만의 '대통령 4선 성공'과 이기붕의 '부통령 당선'을 위해 반공예술인단을 조직하여 연예인들을 자유당 선거 운동으로 내몰았다. 2008년 2월 3일에 국가기록원에 의해 공개된 자료에 따르면 대한반공청년단 종로구 단장이었던 임화수는 자신의 직위를 이용해 1960년에 발생한 3.15 부정선거에 적극 개입했다가 공민권이 제한되었었다. 신도환이 단장으로 있던 대한반공청년단과 임화수가 단장으로 있던 반공예술인단은 1960년 3월 15일에 치러진 제4대 대통령 선거 및 제5대 부통령 선거에서 자유당 전위대였다.
1959년 11월, '합죽이'라는 별칭을 가지고 있는 배우 김희갑이 임화수에게 폭행을 당해 갈비뼈가 세 군데나 부러지는 사건이 발생하기도 하였다. 권력과의 유착을 위해 대한민국 내에서 처음으로 연예인들을 성 상납에 이용했다. 배우들이 정치 깡패에게 부당한 대우를 받는 비참한 현실을 당시 신문들은 ‘권력 폭력 앞에 떠는 영화계’라는 머리 기사로 보도했다.
임화수가 저지른 결정적인 정치 테러는 1960년 4월 18일에 일어난 '고려대학교 학생 습격 사건'이다. 1960년 4월 19일에 발생한 4·19 혁명 이후 정치 테러 혐의로 체포되었고 징역 6개월만 받고 풀려났다. 1961년 5월 16일에 발생한 5·16 군사 정변 이후 군부의 '연예계 정화 사업' 과정에서 척결 대상으로 꼽혀 체포되었다. 이후 재판에 회부되어 사형 선고를 받았고, 1961년 12월 21일에 교수형 집행되었다.

### 일생
경기도 여주시 출신으로, 아버지가 죽고 어머니가 재가하자 의붓아버지의 성씨를 따라 이름을 권중각에서 임화수로 개명했다. 21살 때 소매치기로 개성형무소에서 2년, 24살 때 장물취득 혐의로 2년을 더 옥살이하였다. 학력도 없고 배운 게 없었지만 극장을 좋아하여 극장 주변에서 일을 하여 생계를 꾸렸다. 광복 후 그는 적산가옥으로 서울의 미나도극장(평화극장)을 인수받았으며 점차 영화계의 대부로 급부상하여 훗날 연예계의 대통령으로 군림하게 된다.
이정재와 더불어 동대문파의 2인자로 떠오른 임화수는 이승만의 경호책임자 곽영주의 비호 아래 대한민국 내 최초의 외국합작영화인 《이국정원》(1957)과 두 번째 합작영화인 《천지유정》(1958)을 홍콩과 합작해서 만들어냈으며, 또 《길 잃은 사람들》,《사람팔자 알 수 없다》 등의 영화 15편을 제작했다.
반공예술인단이라는 반공단체를 조직해 단장이 되어 자유당 정권과 더욱 밀착했으며 경무대에서 곽영주의 영향으로 이승만을 만난 자리에서 울면서 아버지라고 부를 정도로 이승만의 신임을 받기도 했다. 그러나 폭력을 함부로 행사하여 그에 대한 평이 매우 좋지 않았다. 특히 자신이 동대문사단의 회장으로 있던 1959년 11월 27일, 김희갑의 갈비뼈를 부러뜨린 합죽이 구타사건으로 언론의 화제가 되기도 하였다. 권력을 위해서면 출신지와 나이를 속이는 것은 물론, 예매표를 조작하여 부당한 이득을 챙겼으며, 남성 배우들에게 폭력을 가하고, 젊은 여성 배우들을 권력자에게 상납하기도 하였다.
또 그는 이정재가 은퇴하며 물러난 동대문 상인연합회의 회장자리를 이어받고 신도환의 대한반공청년단에 가입, 대한반공청년단 종로구단 책임자가 되었으며, 유지광 등에게 제1공화국 자유당 정권반대를 외치는 야당 정치인들에 대한 공공연한 정치테러를 지시하였다.
1960년 4월 18일, 시위를 하고 돌아가던 고려대학교 학생들을 집단으로 구타, 많은 대학생들을 살상하게 하는 이른바 고대생습격사건을 지시하였다. 이 때문에 훗날 5.16 군사정변 후 그가 사형당하게 되는데 결정적인 원인이 된다.
4.19 혁명으로 제1공화국이 붕괴되자 고대생습격사건 등 정치폭력 혐의로 체포되었다. 그는 재판정에서 살아 남기 위해서 이정재와 유지광 등에게 모든 책임을 떠넘기려고 하는 등 재판 내내 울먹거리며 갖은 잔꾀를 부렸다. 그가 폭로한 화랑동지회 사건으로 이정재는 범죄단체조직 등이 추가되어 사형당하는 결정적인 원인이 된다. 이는 훗날 유지광의 자서전 대명에도 언급되는 내용이기도 하다. 사형수들이 마지막으로 가족 면회를 하던 날에 유지광은 임화수를 만나자 분노가 폭발하여 그에게 구타를 가하기도 했다.
재판에서 이정재·유지광·곽영주·신정식·최인규 등과 함께 사형을 선고받고, 1961년 12월 21일에 서울형무소 형장에서 교수형에 처해졌다. 향년 43세이다.

## 가족 관계
- 아내: 손삼술(1925년 ~ 2007년)
- 장남: 권태균(1950년 ~ )
- 차남: 권태영(1952년 ~ , 기업인)
- 딸: 권동미(1959년 ~ )
- 딸: 권점례(1960년 ~ )

## 임화수가 등장한 작품

### TV 드라마
- 오지명 - 1981년 제1공화국 (MBC 드라마)
- 연규진 - 1989년 무풍지대 (KBS 드라마)
- 김학철 - 1993년 대명 (영화)
- 조형기 - 1996년 충무로 돈키호테 (영화)
- 최준용 - 2003년 야인시대 (SBS 드라마)

## 같이 보기
- 박춘금
- 이정재
- 곽영주
- 유지광
- 신도환